# Guerra dei fratelli
La guerra dei fratelli fu una guerra civile avvenuta tra il 239 e il 236 a.C. all'interno dell'impero seleucide, che si combatté tra i fratelli Seleuco II Callinico e Antioco Ierace, figli di Antioco II Teo. La guerra si concluse con la creazione di uno stato indipendente in Asia Minore controllato dal ribelle Antioco.

## Antefatti
Durante la terza guerra siriaca (246-241 a.C.) il re egizio Tolomeo III conquistò buona parte dell'impero seleucide di Seleuco II; tuttavia, appena tornò in Egitto, il re siriano riuscì a riconquistare la maggior parte dei territori persi, lasciando all'Egitto solamente delle colonie costiere. Durante la guerra Antioco, fratello di Seleuco II, ricevette l'amministrazione dell'Asia Minore a ovest del Tauro come ricompensa del suo aiuto al fratello.

## Svolgimento
Antioco, però, forte della sua nuova nomina e della cattiva politica militare del fratello, si autoproclamò re a Sardi, appoggiato dalla madre Laodice I e dal generale Alessandro, loro zio (239 a.C.); per questo si meritò il soprannome di Ierace (Ἱέραξ, Iérax, "falco"). Seleuco, allora, avanzò con le sue truppe e arrivò in Lidia, dove sconfisse l'esercito del fratello. Tuttavia Antioco, essendosi alleato con il re del Ponto Mitridate II e con delle tribù di Galati, si scontrò nuovamente con Seleuco e lo sconfisse pesantemente nella battaglia di Ancyra (236 a.C.). Seleuco fuggì quindi nella Cilicia orientale, perdendo così l'Asia Minore.

## Conseguenze
Antioco diventò quindi re, ma dovette affrontare le truppe galate che erano state sue alleate nella guerra, pagandole affinché non lo attaccassero; sposò poi una principessa della Bitinia, figlia di re Ziaela, assicurandosi alleati per la stabilità del suo dominio.